# 54.
◄ | 1. stoljeće pr. Kr. | 1. stoljeće | 2. stoljeće | ►
◄ | 20-ih | 30-ih | 40-ih | 50-ih | 60-ih | 70-ih | 80-ih | ►
◄◄ | ◄ | 51. | 52. | 53. | 54. | 55. | 56. | 57. | ► | ►►
Astronomija • Književnost • Kršćanstvo

## Smrti
- 13. listopada – umro (otrovan) četvrti Rimski car Klaudije. Otrovala ga njegova četvrta supruga (i nećakinja) Agripina mlađa, da bi svog 17-godišnjeg sina Nerona postavila za cara.

## Vanjske poveznice
|  | Zajednički poslužitelj ima još gradiva o temi 54. |